# Glódís Perla Viggósdóttir
Glódís Perla Viggósdóttir (Akureyri, Islandia; 27 de junio de 1995) es una futbolista islandesa. Juega como defensora en el Bayern de Múnich de la Bundesliga Femenina de Alemania. Es internacional con la Selección de Islandia, de la cual es la capitana y la cuarta jugadora con más presencias dentro del seleccionado.

## Trayectoria
Comenzó su carrera en 2009 en el Víkingur Reykjavík. Tras jugar en 2011 con el Horsens SIK danés, en 2012 regresó a Islandia en las filas del Stjarnan, con el que debutó en la Champions League. Ese año también debutó con la selección islandesa, con la que jugó la Eurocopa 2013.
En 2015 fichó por el Eskilstuna United sueco. 

## Estadísticas

### Clubes
| Club                  | País      | Año             |
| --------------------- | --------- | --------------- |
| Víkingur Reykjavík    | Islandia  | 2009 - 2011     |
| Horsens SIK           | Dinamarca | 2011            |
| Stjarnan              | Islandia  | 2012 - 2015     |
| Eskilstuna United DFF | Suecia    | 2015 - 2017     |
| FC Rosengård          | Suecia    | 2017 - 2021     |
| Bayern de Múnich      | Alemania  | 2021 - presente |